# Galicanismo
O galicanismo foi a aplicação do regalismo francês de governadores da França à Cúria Romana e ao Papa. A origem do nome provém de Gália, nome antigo da França.

## História
Esta concepção provém do governo absolutista de Luís XIV de França e das ideias de Jacques-Bénigne Bossuet. A Igreja estaria submetida ao Estado e o poder do rei asseguraria o bem-estar dos súditos. O resumo destas ideias estão expressas na "Declaração do clero galicano", redigido por Bossuet em 1682. Constam de basicamente quatro pontos:
O galicanismo foi um movimento político-eclesial que procurou reafirmar a autonomia nacional da Igreja da França (Gália), concedendo ao Estado uma influência muito grande sobre os assuntos da Igreja e limitando o mais possível o poder do Papa. Havia em toda parte uma resistência até mesmo sentimental contra a jurisdição muito centralista do Papa e contra a tese da infalibilidade, ainda não definida como dogma de fé. A França constituía-se assim um terreno fértil para a expansão do galicanismo. As amplas e efetivas atribuições do rei dentro da Igreja, como a auto-administração da Igreja francesa sem intervenção do Papa contribuíram muito para a reivindicação das "liberdades galicanas". Pedro Pithou, advogado do parlamento, convertido do calvinismo, escreveu uma obra em 1594 ("As liberdades da Igreja Galicana") onde apresentou 83 axiomas que acentuavam principalmente o lado político do galicanismo, a autonomia do rei em questões temporais com relação ao Papa e a restrição do poder pontifício na França pelos cânones. Mais tarde, a Sorbonne, suprema autoridade doutrinal da França, que aceitava as antigas doutrinas de Belarmino (que garantia a autoridade romana e pontifícia) foi aliciada para o galicanismo por seu síndico, Edmundo Richer, que rejeitava o primado papal e concedia ao rei o direito de sentenciar se os organismos eclesiásticos decidiam de acordo com os cânones ou não, sendo assim responsável só perante Deus e não perante o Papa. Mesmo sendo condenadas por Roma e por Sínodos Provinciais e pelas medidas disciplinares tomadas contra seus autores estas ideias continuaram a povoar a França e o parlamento trabalhava ativamente em sua propaganda, obrigando a Sorbonne em 1663 a tomar posição declarada a favor da doutrina galicana. Estas ideias, alimentadas também por tendências nacionalistas, deviam medir forças nos embates do rei absolutista contra o Papa.
Todo este movimento alcançou seu auge com Luís XIV. Criado num ambiente galicano, desde 1662 o jovem rei entrou em conflito com o papa Alexandre VII em uma querela referente às chamadas regalias. Em virtude de uma lei antiga, nas dioceses do norte e durante a vacância das sedes episcopais, o rei tinha o direito de ocupar os benefícios dependentes dos bispos (privilégios espirituais) e de dispor da renda dos bispados vacantes (privilégios temporais). Em 1673, estes privilégios foram também estendidos aos bispados do sul. Como esta medida diminuía o poder dos bispos (o rei tinha poder de nomear os bispos, podendo prolongar o tempo de vacância conforme bem o entendesse), os bispos e o núncio apostólico ficaram calados, com exceção de dois bispos, Pavillon e Caulet, bispos de Alet e Pamiers, no sul da França, que levantaram séria oposição. O rei logo declarou vacantes suas dioceses. Estes bispos então apelaram ao papa Inocêncio XI que procurava ressalvar a autoridade pontifícia com máximo escrúpulo e enviou uma comissão cardinalícia para examinar a questão. Logo ao receber o resultado deste exame, o Papa enviou varias recomendações bastante enérgicas a Luís XIV pedindo que ele retirasse esta lei de 1673. O rei, porém não quis retirar esta lei e recebeu o apoio de vários bispos para isso que, além disso, exigiam uma reunião geral extraordinária do clero francês. Em outubro de 1681 convocou-se essa reunião geral que era, em rigor, o parlamento da Igreja da França para assuntos financeiros. Essa reunião, composta de participantes previamente bem selecionados estava totalmente sob a pressão do rei. Bossuet, que por meio do rei acabava de ser promovido a bispo de Meaux e depois cardeal ficou responsável a pronunciar o discurso de abertura da reunião e a redigir a declaração correspondente. Em sua "Exposition", Bossuet apresentou primeiramente a infalibilidade papal e sua jurisdição temporal como assuntos de livre discussão, sobre os quais a Igreja teria recusado a pronunciar-se, não levando, porém, a coisa ao extremo para não se comprometer. Por fim, demonstrando a sua subserviência ao rei, redigiu a "Declaração do Clero Galicano sobre a jurisdição eclesiástica" que foi unanimemente aprovada pela assembleia em 19 de março de 1682 e três dias depois promulgada como lei por determinação régia. Esta declaração constava de quatro artigos, chamados galicanos, que não encerravam nenhuma doutrina nova de acordo com a exposição de Sorbonne em 1663, mas adquiriam maior importância pelo caráter oficial de sua promulgação. Seu teor é o seguinte:
- 1- Como Pedro só recebeu de Deus um poder espiritual, os reis e príncipes não estão sujeitos, em assuntos temporais, a nenhuma autoridade eclesiástica. Não poderão, por conseguinte, ser direta ou indiretamente depostos, nem seus súditos desligados da obediência e fidelidade a eles, em virtude do poder eclesiástico das chaves.
- 2- O pleno poder da Sé Apostólica em assuntos religiosos é restrito pelos decretos do Concílio de Constança sobre a autoridade dos Concílios Ecumênicos. Estes foram em todos os tempos fielmente observados pela Igreja Galicana. Permanecem constantemente em vigor. Não são de autoridade duvidosa, nem foram promulgados unicamente para o período de cisma.
- 3- O exercício da jurisdição papal regula-se pelos cânones; a seu lado, persistem também em absoluta validade as normas, tradições e organizações da França e da Igreja Galicana, bem como os critérios dos Santos Padres.
- 4- Em matéria de fé, o Papa tem a parte principalíssima, mas sua decisão não é irreformável, se lhe não aceder o consentimento da Igreja Universal.

Estes quatro artigos foram ainda precedidos de outra promulgação da assembleia que estendia as "regalias" a todas as dioceses do reino. A partir de sua promulgação estes artigos seriam propostos em todas as escolas da França, os professores e candidatos a grau acadêmico em teologia e direito canônico deveriam obrigar-se a eles em juramento. A maioria do clero francês aprovou os princípios estabelecidos; incerta e vacilante, porém, era a atitude dos jesuítas na corte. Só os mestres da Sorbonne é que em grande parte se atreveram a rejeitar os artigos.
Em Roma estas decisões causaram grande alvoroço. Inocêncio XI, primeiramente condenou todas as decisões em torno das regalias, sem expressamente rejeitar os quatro artigos, pois esperava mudanças por meio de negociações. Negou sua confirmação a todos os participantes da assembleia que o rei apresentasse como candidatos ao episcopado e condenou todas as publicações que defendessem os artigos. O rei, por sua vez esperava mudar a atitude do papa mediante a revogação do Édito de Nantes e a perseguição aos calvinistas, o que o fez se tornar o maior paladino da fé católica. De outro lado a Revolução Britânica de 1688 privava o rei de um valioso aliado e criara-lhe um novo adversário. Assim, o rei não podia mais romper com o papa e estava ciente de que seu poder se unia inseparavelmente à fé católica. O que agravou mais as relações do Papa e Luís XIV foi o conflito em torno da chamada imunidade diplomática do bairro da embaixada francesa em Roma. Em 1687, Inocêncio XI aboliu esse direito de todas as embaixadas. Sofreu forte oposição por parte da França. Assim, o Papa impôs um interdito à Igreja nacional francesa em Roma e mandou comunicar ao rei, secretamente, a sua excomunhão. O rei reagiu com extrema dureza apelando para um concílio universal mandando ocupar as propriedades papais em Avinhão e Venaissin e prendendo o núncio apostólico Ravizzi. Outros problemas políticos acabam, porém, obrigando Luís XIV a se aproximar do sucessor de Inocêncio XI, o papa Inocêncio XII, prometendo não aplicar mais os artigos galicanos e chegando a uma situação sem mais conflitos até 1789, a não ser pela expulsão dos jesuítas da França em 1764. A doutrina galicana manteve-se na França apoiada, sobretudo, pelo Parlamento até o século XIX adentro. Com o avanço da cultura francesa no século XVIII ela chegará à Alemanha, coligando-se a um ressentimento anticurial que era ali dominante e se condensaria num episcopalismo que era em parte muito radical. Estes artigos refletem em si o início da mentalidade que culminará na divisão entre Estado e Igreja, bastante evidenciada na Revolução Francesa.